# ウォーレン郡 (ミシシッピ州)
ウォーレン郡（英: Warren County）は、アメリカ合衆国ミシシッピ州の郡である。人口は4万4722人（2020年）。郡庁所在地はビクスバーグである。

## 地理
アメリカ合衆国統計局によると、この郡は総面積1,603 km2 (619 mi2) である。このうち1,519 km2 (587 mi2) が陸地で83 km2 (32 mi2) が水地域である。総面積の5.20%が水地域となっている。

## 人口動勢

2000年時点のウォーレン郡の人口ピラミッド

2000年国勢調査で、この郡は人口49,644人、18,756世帯、及び13,222家族が暮らしている。人口密度は33/km2 (85/mi2) である。14/km2 (35/mi2) の平均的な密度に20,789軒の住宅が建っている。この郡の人種的な構成は白人54.97%、アフリカン・アメリカン43.19%、先住民0.23%、アジア0.62%、太平洋諸島系0.02%、その他の人種0.33%、及び混血0.66%である。この人口の1.04%はヒスパニックまたはラテン系である。
この郡内の住民は28.50%が18歳未満の未成年、18歳以上24歳以下が9.10%、25歳以上44歳以下が28.40%、45歳以上64歳以下が22.40%、及び65歳以上が11.70%にわたっている。中央値年齢は35歳である。女性100人ごとに対して男性は88.30人である。18歳以上の女性100人ごとに対して男性は84.40人である。
この郡の世帯ごとの平均的な収入は35,056米ドルであり、家族ごとの平均的な収入は41,706米ドルである。男性は33,566米ドルに対して女性は21,975米ドルの平均的な収入がある。この郡の一人当たりの収入 (per capita income) は17,527米ドルである。人口の18.70%及び家族の15.00%は貧困線以下である。全人口のうち18歳未満の27.80%及び65歳以上の16.20%は貧困線以下の生活を送っている。

## 都市及び町
- ビクスバーグ (Vicksburg)